# Aéroport international de Tahiti-Faaa
L'aéroport international de Tahiti-Faaa, en tahitien Fa'a'ā (code IATA : PPT • code OACI : NTAA) est situé à Faaa sur l'île de Tahiti en Polynésie française. Il sert de plateforme de correspondance à Delta Air Lines, United Airlines, Hawaiian Airlines, Air New Zealand, French Bee, Air France, Aircalin, Air Tahiti Nui, ainsi qu'aux deux compagnies domestiques Air Moana et Air Tahiti. Il est classé aérodrome d'État.

## Historique
L'aéroport est construit sur un motu autrefois appelé le Motu Tahiri (L’ilot où souffle comme une brise légère). C'était un lieu de pêche et de baignade pour les habitants de Fa'a'ā.
- 1950 : Premières études menées par l'ingénieur de l'air Stéphane Thouvenot.
- 1959 : Réalisation des travaux de construction de la piste sur la côte nord-ouest de l'île de Tahiti. Il faudra deux ans pour achever les travaux.
- 1960 : Le premier gros porteur à atterrir sur la piste est un DC-7 des Transports aériens intercontinentaux (TAI).
- 16 octobre 1961 : inauguration officielle[2].
- 1973 : un Boeing 707 s'écrase en mer peu après le décollage (Pan Am), tuant 78 des 79 personnes à bord.
- 1993 : un Boeing 747-400 (F-GITA) d'Air France manque son atterrissage et finit sa course dans le lagon de Pape'ete. Malgré d'importants dégâts, tous les passagers s'en sortent indemnes et l'avion, déclaré réparable, sera remis en service un an plus tard[3].
- 2000 : un McDonnell Douglas DC-10 d'Hawaiian Airlines manque son atterrissage et finit sa course dans le lagon. Aucune victime n'est à déplorer, l'avion est déclaré réparable et sera vendu à FedEx quelques mois plus tard.
- 2020 : à la suite des restrictions de voyage causées par la pandémie de Covid-19, les vols Air France, Air Tahiti Nui et French Bee, transitant à la base à Los Angeles et San Francisco, voient une autre escale complémentaire vers l'aéroport de Tahiti. Il s'agira de Vancouver, au Canada.

## Situation

### Carte des aéroports de Polynésie française
| Nengo-Nengo Marutea-Sud Nukutepipi Ahe Anaa Apataki Arutua Hiva Oa Bora-Bora Tahiti-Fa'a'ā Faaite Fakarava Fangatau Hao Fakahina Hikueru Huahine Kaukura Katiu Kauehi Makemo Manihi Mataiva Maupiti Moorea Napuka Niau Nuku Hiva Nukutavake Puka-Puka Pukarua Raiatea Raivavae Rangiroa Raroia Reao Rimatara Rurutu Takapoto Takaroa Takume Tatakoto Tikehau Totegegie Tubuai Tureia Ua Huka Ua Pou Vahitahi |

### Carte des aéroports de la France d'outre-mer
Aéroports de la France d’outre-mer
| Tahiti Bora Bora Cayenne Pointe à Pitre Fort de France Moorea Nouméa · Magenta Nouméa · La Tontouta Wallis La Réunion · St Denis Saint-Pierre · Pierrefonds Mayotte St Martin-Espérance |

## Compagnies aériennes

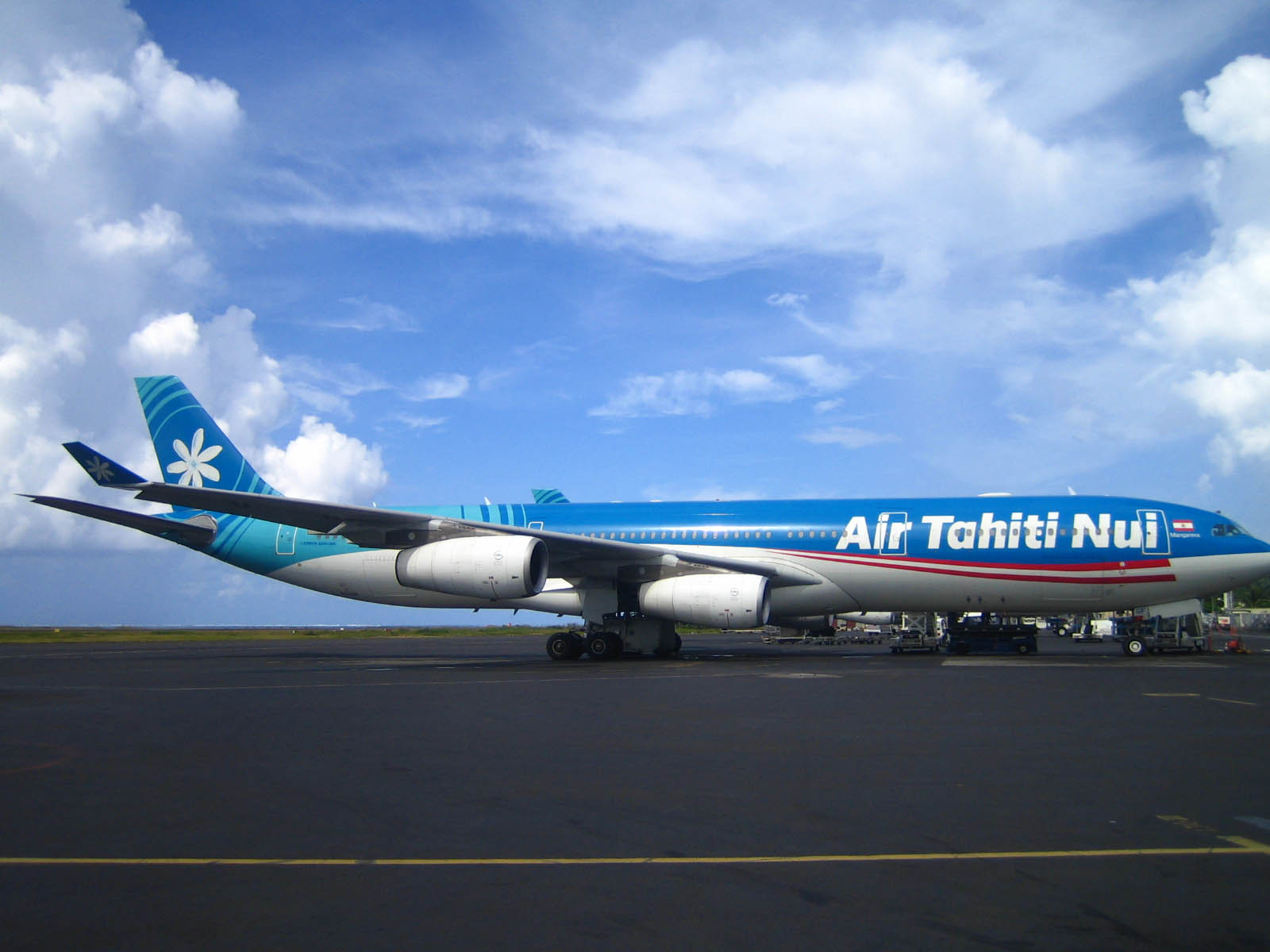
Air Tahiti Nui sur la piste de Tahiti Fa'a'ā.
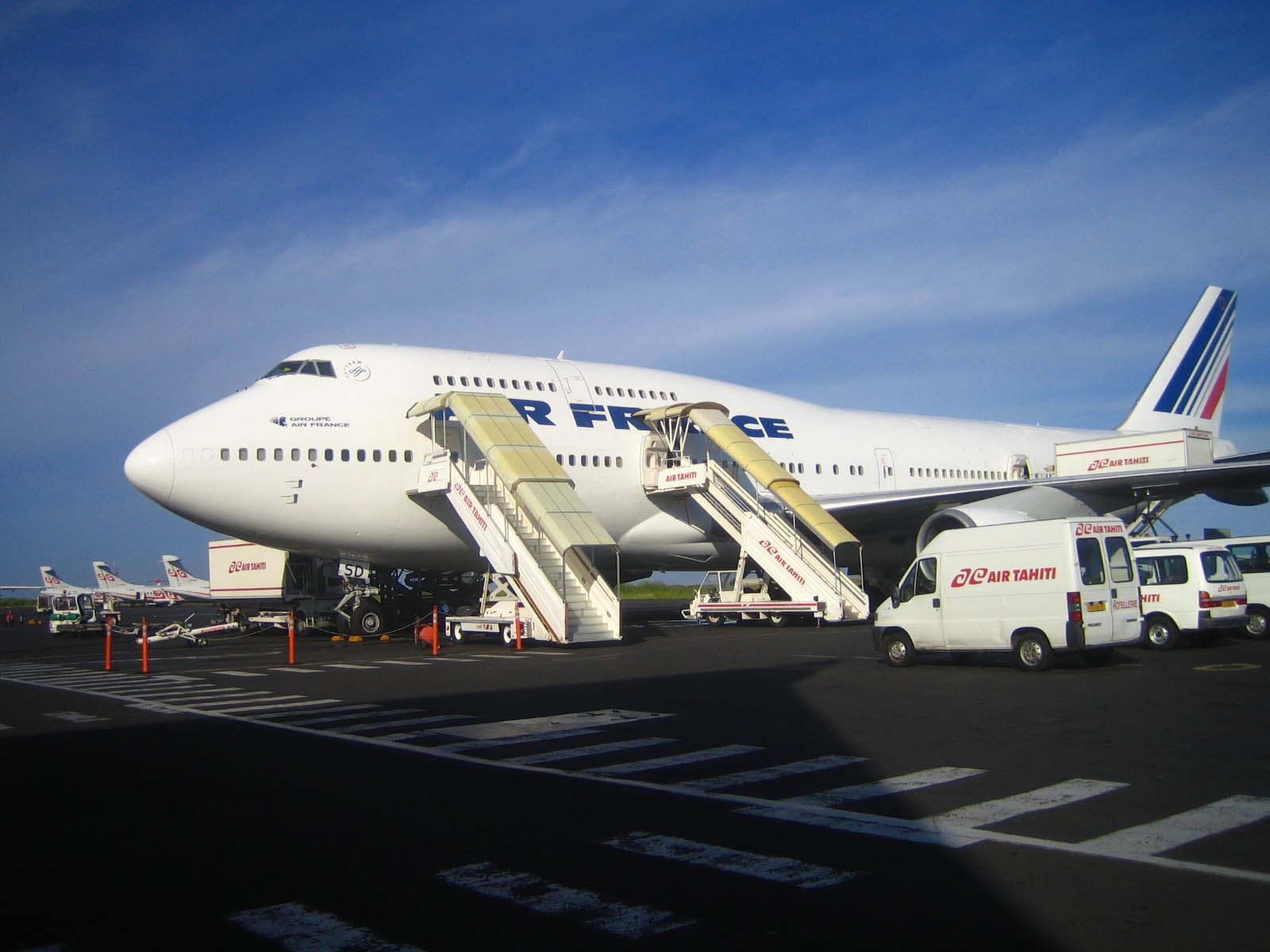
Air France sur la piste de Tahiti Fa'a'ā.
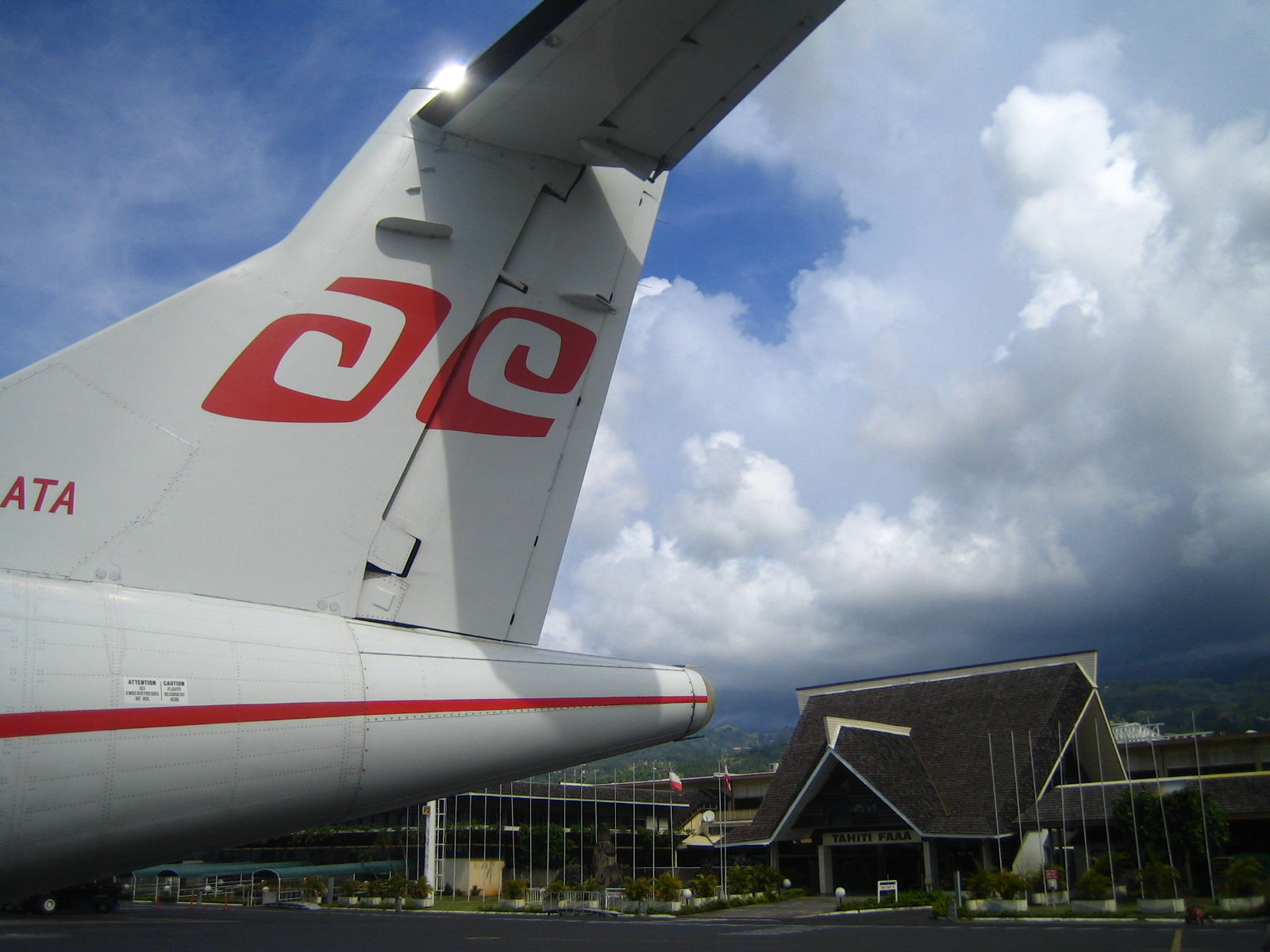
Air Tahiti à l'aérogare de Tahiti Fa'a'ā.
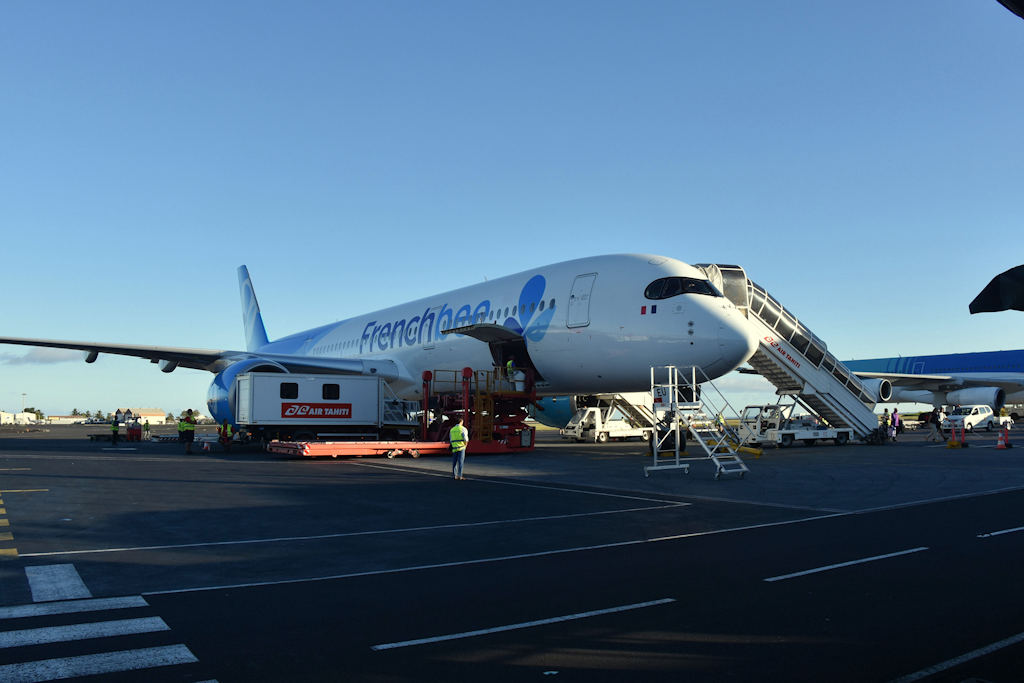
A350 French Bee à l'aérogare de Tahiti Fa'a'ā.

### Compagnies et destinations
| Compagnies        | Destinations |
| ----------------- | --- |
| Aircalin          | Nouméa - La Tontouta, Nadi |
| Air France        | Los Angeles, Paris-Charles de Gaulle |
| Air Moana         | Bora-Bora, Hiva Oa-Atuona, Nuku Hiva, Raiatea, Rangiroa, Moorea - Temae, Huahine |
| Air New Zealand   | Auckland |
| Air Rarotonga     | Rarotonga-Avarua |
| Air Tahiti        | - Ahe, - Arutua, - Hiva Oa-Atuona, - Bora-Bora, - Fakahina, - Fakarava, - Fangatau, - Hao, - Hikueru, - Huahine, - Kauehi, - Makemo, - Manihi, - Mataiva, - Maupiti, - Moorea - Temae, - Napuka, - Nuku Hiva, - Puka Puka, - Raiatea, - Raivavae, - Rangiroa, - Raroia, - Rarotonga-Avarua, - Rimatara, - Rurutu, - Takaroa, - Tatakoto, - Tikehau, - Mangareva-Totegegie, - Tubuai |
| Air Tahiti Nui    | Auckland, Los Angeles, Paris-Charles de Gaulle, Seattle-Tacoma, Tokyo-Narita |
| Delta Air Lines   | Los Angeles |
| French Bee        | Paris-Orly, San Francisco |
| Hawaiian Airlines | Honolulu |
| United Airlines   | San Francisco |

Actualisé le 19/12/2022

## Données
Le graphique qui aurait dû être présenté ici ne peut pas être affiché car il utilise l'ancienne extension Graph, désactivée pour des questions de sécurité. Des indications pour créer un nouveau graphique avec la nouvelle extension Chart sont disponibles ici.

Voir la requête brute et les sources sur Wikidata.
Source : Les aéroports français